# Pedro Garriga y Marill
Pedro Garriga y Marill (Esparraguera, 1842-Lérida, 1890) fue un presbítero, profesor y taquígrafo español.

## Biografía
Nació en la localidad barcelonesa de Esparraguera el 30 de octubre de 1842. Cursó en el Instituto de segunda enseñanza de Barcelona el bachillerato en Artes, y se matriculó al terminar éste en la asignatura de Taquigrafía. En 1864 publicó el libro titulado La taquigrafía sistemática y llegó a fijar un sistema de taquigrafía al que sus discípulos dieron el nombre de «sistema Garriga». Cursó la carrera eclesiástica y la de filosofía y letras. Fue nombrado coadjutor de la parroquia de San José de la villa de Gracia y después de San Miguel del Puerto en la Barceloneta y de la iglesia del Carmen de esta. En 1871 dimitió de este cargo después de haberse graduado de licenciado en Derecho civil y canónico y en Filosofía y Letras. Se trasladó aquel mismo año a Madrid con objeto de estudiar el doctorado. Allí se dedicó a la enseñanza y fue director del Colegio o Liceo Americano, profesor del colegio palatino de señoritas de Loreto, fundador y condueño del de Santo Tomás. Se graduó de doctor en Derecho civil y canónico en 1873, de doctor en Filosofía y Letras en 1874, de licenciado en Administración en 1875, y siguió la carrera de bibliotecario en 1877. Fue penitenciario de San Francisco el Grande desde 1873 hasta 1881, en cuya fecha se trasladó a Santiago de Cuba por haber sido llamado por el arzobispo. Nombrado provisor y vicario general del arzobispado, fue al mismo tiempo vicerrector y catedrático del Seminario, hasta que a los nueve meses por falta de salud se vio obligado a presentar la dimisión de aquellos cargos y volvió a la península ibérica.
Al poco tiempo de haber llegado a España, en 1882, fue nombrado catedrático de Psicología, Lógica y Ética del Instituto de segunda enseñanza de Mahón. Fue trasladado por concurso el mismo año a Guadalajara, y al año siguiente pasó a Lérida como catedrático de la mencionada asignatura en el Instituto de segunda enseñanza. Siendo seminarista ganó las oposiciones a curatos de Barcelona, y en 1873 las de curatos de la Armada, cuya promoción y nombramiento renunció poco después; le fueron aprobadas tres oposiciones a cátedras de Psicología, Lógica y Ética, habiendo sido propuesto en primer lugar de la terna la primera vez. Falleció el 31 de diciembre de 1890 en Lérida.

## Obras
- La taquigrafía sistemática (1864).[1]
- Taquigrafía que enseña oficialmente en el Instituto de Barcelona bajo la protección de su Diputación provincial (3ª ed., 1875).[1]
- Taquigrafía y su historia universal. (4ª ed., 1879).[1]
- Taquigrafía con su comparación é historia universal (5ª ed., 1887).[1]
- Los absurdos del folleto «Dios» del señor Sunyer y Capdevila» por D. Pedro Garriga, presbítero (1869)
- Plan de la República española (1875).[1]
- Cuatro palabras á El Criterio Espiritista, órgano oficial de la sociedad espiritista española contra su (?) refutación de una pastoral del Excmo. Sr. Arzobispo de Cuba (1881).[1]
- Lógica (1884).[1]
- Ontología (1884).[1]
- Ética (1884).[1]

También fue autor de textos sobre temas como Psicología dentro de la Metafísica, Ontología sobrenatural, Lógica sobrenatural y Cuadros sinópticos de Estética, de Economía, de Hermenéutica, de Filología, Partículas y otros varios.